# علم السموم
علم السُموم أو السموميات هو فرع من علم الأحياء والكيمياء والطب والصيدلة يختص بدراسة تأثير المواد الكيميائية على أجسام الكائنات الحية وخصوصا تأثيرها على جسم الإنسان، حيثُ يقوم علم السموم بدراسة الآثار الجانبية للمواد الكيميائية على الكائنات الحية والأعراض التي تحدثها هذه المواد الكيميائية السامة والآليات التي سببت هذه الأعراض وطرق علاجها وكيفية الكشف عن هذه المواد السامة.

## نشأة علم السموم
الطبيب اليوناني ديسقوريدوس (Dioscorides) هو أول من حاول تصنيف النباتات حسب تأثيراتها السمية والعلاجية. ابن وحشية كتب كتابا عن السموم في القرن التاسع أو العاشر الميلادي.
يعتبر ماثيو اورفيلا (Mathieu Orfila) الأب الحديث لعلم السموم حيث أعطى هذا العلم صفته الرسمية عام 1813م في كتابه الذي أسماه (Traité des poisons).
في عام 1850 قدم جين ستاس (Jean Stas) الأدلة على أن البلجيكي (de Bocarmé Hypolyte Visart) قتل أخاه عن طريق تسميمه بالنيكوتين.
ثيوفراستوس فيليبوس (Theophrastus Phillipus Auroleus Bombastus von Hohenheim) الذي عاش بين عامي (1493–1541م) أيضا يعتبر أبا لعلم السموم. ينسب له القول التالي «كل الأشياء سامة ولا يوجد شيء بدون سمية، وحدها الجرعة هي ما تجعل الأشياء غير سامة». وتختصر هذه المقولة إلى «الجرعة تصنع السمية».
’’’العلاقة بين الجرعة وأثرها على الكائن الحي’’’ الذي يتعرض لها تمثل أهمية قصوى في علم السموم. المعيار الرئيسي فيما يتعلق بسمية مادة كيميائية هي الجرعة (كمية التعرض للمادة). كل المواد تعتبر سامة في الظروف المناسبة. يشير المصطلح LD50 إلى الجرعة من المادة السامة التي تقتل 50% من العينة المجرب عليها (غالبا ما تكون فئران أو بدائل أخرى عندما يتعلق الاختبار بالسمية على الإنسان).
ديسقوريدوس (Dioscorides) طبيب ذا أصل يوناني في بلاط الإمبراطور الروماني (نيرو)، قام بالمحاولة الأولى لتصنيف النباتات وفقاً لتأثيراتهم العلاجية والسمية. قام (ابن وحشية) بتأليف كتاب عن السموم في القرن التاسع والعاشر الميلادي.
كما ويعتبر ماثيو أورفيلا الأب الحديث لعلم السموم، بعد إعطاء الموضوع أولى التعاملات الرسمية في عام 1813 في كتابه (Traité des poisons)، أيضا يسمى Toxicologiegénérale.والتي تعني علم السموم العام..
في عام 1850، أصبح جين ستاس [الإنجليزية] أول شخص ينجح بعزل السموم النباتية من الأنسجة البشرية، ممّا أتاح له التعرف على النيكوتين كمادة سامة في قضية قتل بوكريم الشهيرة، مقدّما الأدلة اللازمة لاتهام الكونت البلجيكي هيبولايت فيزارت دي بوكارمي" Hippolyte Visart de Bocarmé [الإنجليزية]" بقتل أخ زوجته.
كما ويعتبر ثيوفراستوس فون هوهينهايم "Theophrastus PhillipusAuroleusBombastus von Hohenheim " 1493- 1541 (أيضا يشار اليه ب باراسيلسيوس «باراسيلسوس»، وذلك بسبب اعتقاده بأن دراساته كانت فوق أو ما وراء أعمال سيلسوس "Celsus"- وهو طبيب روماني من القرن الأول)الأب لعلم السموم. وينسب اليه القول الكلاسيكي المأثور في علم السموم:"Alle Dinge sind Gift und nichtsistohne Gift; allein die Dosismacht, dassein Ding kein Gift ist " والتي عند ترجمتها تعني: كل الأشياء عبارة عن سموم ولا شيء خالِ من السموم، فقط الجرعة هي التي تجعل هذا الشيء سمّيّاً أم لا. وغالبا ما تختصر هذه العبارة لتصبح باللاتينية:"Sola dosisfacitvenenum" والتعي تعني: الجرعة تحدد السمّيّة.:30

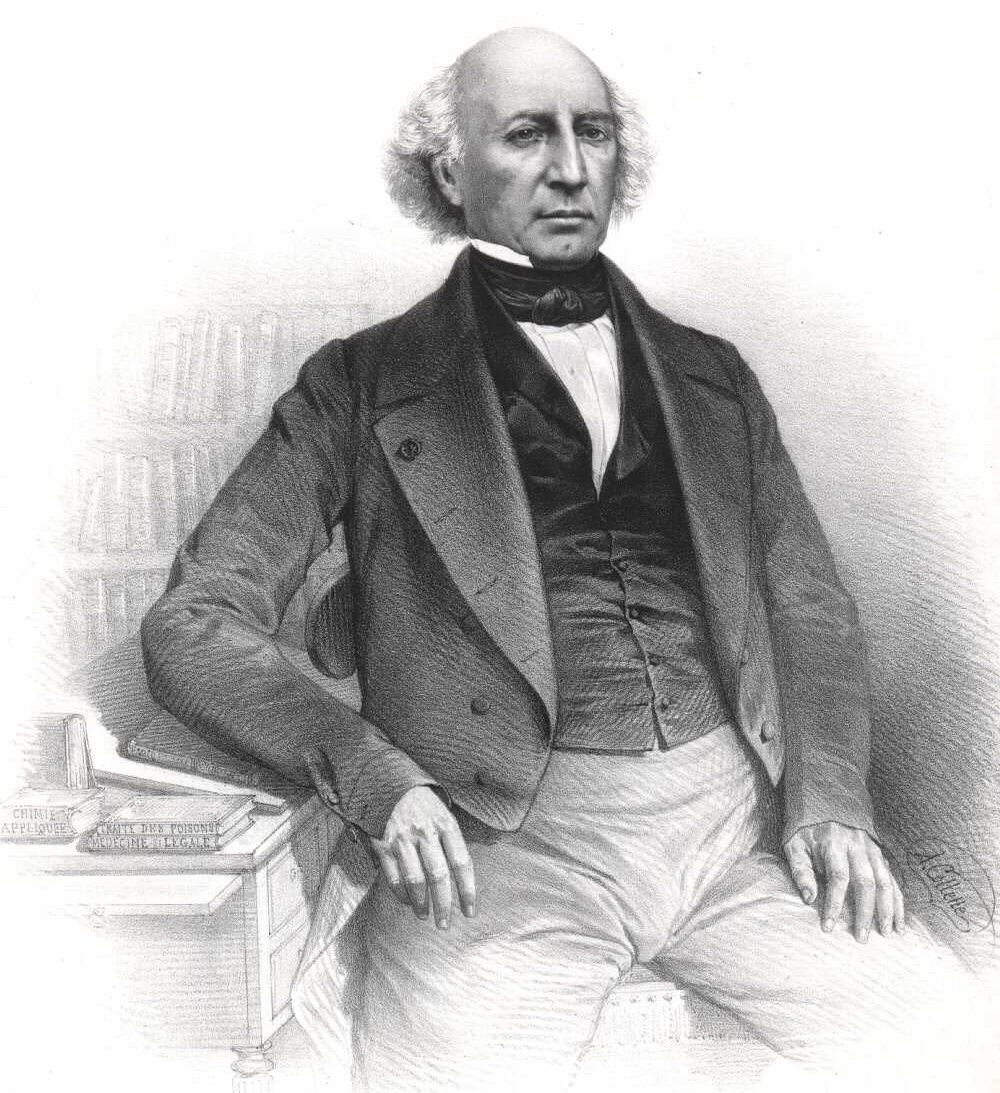
Lithograph of Mathieu Orfila

## اساسيات في علم السموم
هدف تقييم السميّة: هو تحديد التأثير المعاكس (المضاد) لمادة ما. التأثير العكسي يعتمد على عاملين أساسيّين:
1.طريقة التعرض للمادة (تعاطيها) (عن طريق الفم، الاستنشاق، أو الجلد)
2.الجرعة (المدة والتركيز المعرض له).
لاستكشاف جرعة، يتم فحص المواد بنماذج حادة ومزمنة. بشكل عام أجريت مجموعة مختلفة من التجارب لتحديد فيما إن كانت المادة مسببة للسرطان، ودراسة أشكال أخرى للسميّة.

### العوامل التي تؤثر بالسمّية الكيميائية
- الجرعة

يتم دراسة كلا العاملين: التعرض لجرعة كبيرة (حادة)، والتعرض المستمر لجرعة صغيرة (مزمنة).
- طريقة التعرض للمادة:

بالهضم، عن طريق الاستنشاق، أو عن طريق امتصاص الجلد.
- عوامل أخرى:
- النوع
- العمر
- الجنس
- الصحة
- البيئة
- عوامل فردية

## طرق الاختبار
التجارب التي تعنى بالسمية، قد تُجرى إما داخل جسم الكائن الحي (مستخدما كل الحيوان)، أو خارج جسم الكائن الحي (مجرباً على خلايا أو أنسجة معزولة)، أو حاسوبياً (ضمن محاكاة للكمبيوتر).

### طرق التجارب على الحيوانات
الآداة التقليدية للتجربة في علم السموم: هي الاختبار على الحيوانات..
ففي عام 2014، وفرت التجارب على الحيوانات المعلومات التي لم تكن متوافرة بالوسائل الأخرى عن آلية عمل هذه المواد في الكائن الحي.

### طرق الاختبار البديلة
بينما تبقى التجارب على الحيوانات هي أفضل وسيلة لتقدير التأثير على الإنسان، هناك مخاوف أخلاقية وتقنية فيما يتعلق بالتجارب على الحيوانات.
من أواخر ال 1950، سعى مجال علم السموم إلى التقليل أو القضاء على التجارب على الحيوانات تحت عنوان: «ال راءات الثلاثة» أو "three R's"، تقليل عدد التجارب على الحيوانات للحد الأدنى من الضرورة، إدخال تحسينات على التجارب لتصبح أقل معاناة على الحيوانات، واستبدال التجارب التي تجرب داخل الكائن الحي للتجارب الأخرى، أو استخدام أشكال الحياة الأكثر بساطة إذا كان ذلك ممكنا.
في بعض الحالات، تم التحويل من إجراء الدراسات على الحيوانات بموجب القانون أو اللوائح، ففي عام 2013، قام الاتحاد الأوروبي بمنع إجراء التجارب على الحيوانات إذا كان لغايات مستحضرات التجميل.
استخدام النماذج الحاسوبية هو مثال على طرق الاختبار البديلة، واستخدام تلك النماذج للمواد الكيميائية والبروتينات، أيضا يمكّن من تحديد علاقة الشكل مع النشاط، كما أمكن من تحديد البنية الكيميائية التي تستطيع الارتباط والتتداخل مع البروتينات ذات الوظائف الأساسية.
هذا العمل يتطلب خبرة في تصميم الجزيئات والاحصاءات بالإضافة إلى آراء خبرة في الكيمياء والأحياء وعلم السموم.

## علم السموم المحوسب
نظام علم السموم المحوسب الذي يطور نماذج رياضية، ونماذج تعتمد على الكمبيوتر، وذلك لفهم أفضل والتنبؤ بالتأثيرات الصحية الضارة الناجمة عن النلوثات البيئية والصيدلانية. .
ضمن مشروع علم السموم في القرن الواحد والعشرين  تم تحديد "deep neural network" و "Random Forest" و Support vector Machines" " كأفضل النماذج التي تعنى بالتنبؤ والتي يمكن أن تصل لنفس أداء التجارب في المختبر.

## علم السموم كمهنة
خبير السموم أو العالم في علم السموم، هو العالم أو الشخص في المجال الطبي مختص في دراسة الحالات والآليات والعلاجات واكتشاف السموم، خصوصا تسمّم الناس.
للعمل كخبير في السموم، على الشخص أن يحصل على درجة في علم السموم أو درجة مقاربة مثلا في الأحياء، أو الكيمياء أو الكيمياء الحيوية، فخبير السموم عليه مجموعة من الواجبات المختلفة، من ضمنها إجراء البحوثات في المجالات الأكاديمية، غير الربحية والمجالات الصناعية، وتقييم سلامة المنتجات، والاستشارات، بالإضافة إلى الخدمات العامة والأمور والتنظيمات القانونية.
التخصصات تحت علم السموم
هناك العديد من التخصصات في مجال علم السموم والتي تهتم بجوانب حيوية وكيميائية مختلفة في هذه المنطقة. مثل:
•تأثير السموم علي الجيناتtoxicogenomics
•علم السموم المائية Aquatic toxicology)
•علم السموم الكيميائي (الصيدلاني) (Chemical (pharmaceutical) toxicology)
•Ecotoxicology
•علم السموم البيئي ((Environmental toxicology
•علم السموم في الطب الشرعي (Forensic toxicology)
•علم السموم النانوي (Nanotoxicology)
•علم السموم الطبي Medical toxicology))

## علم السموم الكيميائي (الصيدلاني)
هوعلم يشمل دراسة التركيب وآلية العمل المتعلقة بالتأثير السمي لمادة كيميائية. ويشمل الأبحاث بتقنيات حديثة متعلقة بجوانب كيميائية في علم الأدوية. الأبحاث في هذا المجال متعددة التخصصات بشكل كبير حيث تمتد إلى: الكيمياء الحاسوبية (computational chemistry), والكيمياء التصنيعية (synthetic chemistry), واكتشاف الأدوية (drug discovery), وأيضا استقلاب الأدوية (drug metabolism), وآلية العمل (mechanisms of action).

## المتطلبات
لكي تستطيع العمل كعالم في السموم (خبير في علم السموم)، على الشخص أن يحصل على درجة في علم السموم أو درجة مقاربة مثلا في الأحياء، أو الكيمياء أو الكيمياء الحيوية.
برامج درجة البكالوريوس تغطي التركيب الكيميائي للمواد السامة، بالإضافة إلى آثارها على الكيمياء الحيوية، علم وظائف الأعضاء«الفسيولوجي»، علم البيئة.
بعد الانتهاء من المساقات التعريفية بعلوم الحياة، يقوم الطلاب بالاندراج ضمن مختبرات لتطبيق مبادئ علم السموم للبحوثات والدراسات الأخرى، ويقوم طلاب الدراسات العليا بالخوض ضمن قطاعات مختلفة، مثلاً الصناعات الدوائية أو تطبيق القانون، والتي تطبق أساليب علم السموم في عملهم.
توصي جمعية علم السموم [الإنجليزية] (سوت)، بأن الطلاب الذين لم يتخرجوا بعد من المرحلة الثانوية في المدارس التي لا تقدم درجة بكالوريوس في علم السموم بالنظر في تحقيق شهادة بالكيمياء أو الأحياء. بالإضافة لذلك، تنصح منظمة ال (سوت) خبراء السموم الطموحين بأخذ دورات في الإحصاء والرياضيات، بالإضافة لكسب خبرة في المختبرات، عن طريق دورات مخبرية، ومشاريع بحثية بين الطلاب، والتدريب.

## الواجبات
يقوم عالم السموم بالكثير من الواجبات، من ضمنها الأبحاث الأكاديمية، والمجالات غير الربحية والمجالات الصناعية، تقييم سلامة المنتجات، الاستشارات، الخدمات العامة، والتنظيم القانوني.
كما يقوم أيضاً بعمل دراسات وتجارب مصممة بعناية، من أجل البحث وتقييم آثار المواد الكيميائية. هذه التجارب تساعد في معرفة الكمية المحددة لمادة، والتي يمكن أن تسبب الأذى والمخاطر المحتملة لكونه قريب، أو بسبب استخدام بعض المنتجات التي تحوي مادة كيمائية معينة.
قد تتراوح المشاريع البحثية من تقييم آثار الملوثات السامة على البيئة، لتقييم مدى استجابة نظام المناعة البشري للمركبات الكييائية في العقاقير الصيدلانية، في حين أن من الواجبات الأساسية لعلماء السموم هو تحديد تأثير المواد الكيميائية على الكائن الحي ومحطيها، واجبات الوظيفة المحددة قد تختلف بالاعتماد على الصناعة والعمالة، على سبيل المثال: قد يبحث علماء السموم المختصين بالطب الشرعي على المواد السامة في مسرح الجريمة، بينما علماء السموم المائية سيهتم بتحليل وتحديد مستوى السميّة في المياه العادمة.

## التعويض
الرواتب للوظائف في علم السموم، تعتمد على عدة عوامل: منها التحصيل الدراسي ومستوى التعليم، التخصص، والخبرة.
يلاحظ المكتب الأمريكي لإحصاءات العمل (BLS)، أن الوظائف للعلماء البيولوجيين والتي بشكل عام تشمل علماء السموم، من المتوقع أن ترتفع بنسبة 21% بين عامي 2008 و 2018.
كما يلاحظ ال (BLS)، أن هذه الزيادة قد تكون بسبب البحث والتطوير في مجال التكنولوجيا الحيوية، بالإضافة إلى ارتفاع ميزانية البحوث الطبية والأساسية في العلوم الحياتية.

## سمية المواد الناتجة من عملية الأيض داخل الجسم
العديد من المواد التي تعتبر سامة تؤدي تأثيرها السمي بشكل غير مباشر. مثال: الكحولي أو الميثانول يتحول داخل الجسم عن طريق الكبد إلى فورمالديهيد وحمض الفورميك (formaldehyde and formic acid) وهاتان المادتان هما السبب في الأثر السام للكحول. بالنسبة للأدوية، العديد من الأدوية تتحول إلى سموم في الكبد، مثال على ذلك أسيتامينوفين (باراسيتامول) خصوصا عند الأشخاص المدمنين على الكحول. الاختلافات الجينية في بعض إنزيمات الكبد تجعل السمية تجاه بعض المواد تختلف من شخص لآخر. بعض الأدوية تصبح سامة إذا أعطيت مع أدوية أخرى. هناك أبحاث يقوم بها المتخصصون في علم السموم وتشمل: التعرف على إنزيمات الكبد التي تحول المركب إلى سم، وما هي نواتج هذا التحويل وتحت أي ظرف وفي أي من الناس يحدث هذا التحول.

## التخصصات تحت علم السموم
هناك العديد من التخصصات في مجال علم السموم والتي تهتم بجوانب حيوية وكيميائية مختلفة في هذه المنطقة.
مثل:
- تأثير السموم علي الجينات toxicogenomics
- علم السموم المائية Aquatic toxicology)
- علم السموم الكيميائي (الصيدلاني) (Chemical (pharmaceutical) toxicology)
- Ecotoxicology
- علم السموم البيئي ((Environmental toxicology
- علم السموم في الطب الشرعي (Forensic toxicology)
- علم السموم النانوي (Nanotoxicology)
- علم السموم الطبي Medical toxicology))

## علم السموم الكيميائي (الصيدلاني)
هو علم يشمل دراسة التركيب وآلية العمل المتعلقة بالتأثير السمي لمادة كيميائية. ويشمل الأبحاث بتقنيات حديثة متعلقة بجوانب كيميائية في علم الأدوية. الأبحاث في هذا المجال متعددة التخصصات بشكل كبير حيث تمتد إلى: الكيمياء الحاسوبية (computational chemistry), والكيمياء التصنيعية (synthetic chemistry), واكتشاف الأدوية (drug discovery), وأيض الأدوية (drug metabolism), وآلية العمل (mechanisms of action).